# Лебрен, Франческа
Франци́ска (Франче́ска) Дороте́я Лебре́н, урождённая Да́нци (нем. Franziska Dorothea Lebrun, geb. Danzi; 24 марта 1756, Мангейм — 14 мая 1791, Берлин) — немецкая певица (сопрано), пианистка и композитор. Дочь виолончелиста Инноценца Данци, старшая сестра виолончелиста и композитора Франца Данци, жена гобоиста-виртуоза и также композитора Людвига Августа Лебрена, мать пианистки Софии и актрисы Розины Лебрен. Её совместные с мужем выступления, проходившие в 1780-х годах по всей Европе, имели необычайный успех.

## Биография
Франциска — дочь первого виолончелиста мангеймского оркестра Инноценца Данци. Её младшие братья тоже стали музыкантами: Франц был виолончелистом и крупным композитором, Иоганн Баптист — скрипачом, а Антон — певцом.
Впервые выступила как певица в 16 лет (1772) в шветцингенском Дворцовом театре в постановке «Крестьянки при дворе» Антонио Саккини. Была принята в труппу Мангеймской придворной оперы (как virtuosa da camera). В 1777 году она с большим успехом исполняла роль Анны в «Гюнтере фон Шварцбурге» Хольцбауэра, написанную специально для неё. Следующий год провела в Лондоне.
В 1778 году вышла замуж за гобоиста-виртуоза и композитора Людвига Августа Лебрена. Место при дворе (переехавшем в 1778 году в Мюнхен) оставалось за ней несмотря на постоянные концертные путешествия: вместе с мужем она выступала во многих европейских городах в операх и на концертах.
На открытии театра Ла Скала в Милане 3 августа 1778 года Франциска пела заглавную роль в специально написанной для этого случая опере Сальери «Признанная Европа». В начале 1779 года они с мужем выступали на парижских Concert Spirituel, где она ошеломила публику тем, что пела итальянский текст вместо сольных партий концертных симфоний. Два сезона (1779—1881) она провела, играя в оперных постановках лондонского Королевского театра. Именно тогда (1780) Томас Гейнсборо написал её портрет. В Лондоне она сочинила и издала двенадцать сонат для клавира и скрипки (соч. 1 и 2), вскоре они вышли в Париже, Амстердаме, Оффенбахе, Берлине, Мангейме и Вормсе. В Лондоне же в 1781 году у неё родилась дочь София.
13 марта 1785 года Лебрен выступала в венском Бургтеатре на весеннем музыкальном празднике, организованном Моцартом. Сезон 1786—1787 она провела в Неаполе, выступала в театре Сан-Карло. Вместе с мужем была приглашена в Берлин на карнавальные сезоны 1789—1790 и 1790—1791. Во время последнего, в декабре 1790 года, её муж скоропостижно скончался. Этого внезапного удара она не пережила, появилась на публике ещё два раза и умерла через несколько месяцев (14 мая 1791). По словам Феликса Липовского, «её жизнь была песней, её смерть — гармоническим разрешением».

## Семья
- Муж — Людвиг Август Лебрен, гобоист и композитор. Дети:
  - София Лебрен (в замужестве Дюлькен) (1781—1863) — пианистка;
  - Розина Лебрен (в замужестве Штенч) (1783—1855) — певица и театральная актриса.

## Сочинения
Из сочинений Франчески Лебрен до нашего времени сохранились только двенадцать сонат (двухчастных: аллегро и рондо). Все они были переизданы в недавнее время. Нет никаких сведений о том, что она написала что-то ещё.
- Шесть сонат для клавесина или фортепиано в сопровождении скрипки, соч. 1 (1780)
- Шесть сонат для клавесина или фортепиано в сопровождении скрипки, соч. 2 (1780)

## Записи
- (p1996) Francesca LeBrun. Six sonatas for fortepiano and violin, Op. 1. — Monica Jakuc (молоточковое фортепиано), Dana Maiben (скрипка). — Dorian Discovery DIS-80162.
  - Первая в мире запись всех Шести сонат, соч. 1.
- (p2000) Hofkomponistinnen in Europa: Aus Boudoir und Gärten, Vol. 1. — Fine Zimmermann (клавесин), Ярослав Свеценый[чеш.] (скрипка). — Cybele UBC 1801.
  - Соната Es-dur, соч. 1 № 2.
- (p2007) Feminae in musica. — Tania Fleischer (фортепиано), Aleksandra Maslovaric (скрипка). — Feminae Records (без номера?)
  - Соната D-dur, соч. 1 № 6.